# Gerhard Robert Walter von Coeckelberghe-Dützele
Gerhard Robert Walter von Coeckelberghe-Dützele, Pseudonym: Realis (* 9. Februar 1786 in Löwen, Österreichische Niederlande; † 5. Juli 1857 in Maria Enzersdorf, Niederösterreich), war ein österreichischer Beamter und Schriftsteller.
Die kleinadelige Familie Coeckelberghe flüchtete 1794 während des Ersten Koalitionskriegs vor den französischen Revolutionstruppen nach Österreich. Der junge Gerhard trat 1806 als Buchhalter in den Staatsdienst ein und diente als solcher bis 1843. Daneben publizierte er unter den Pseudonymen Severin und später Realis Novellen und historisch-topographische Schriften. Als sein Hauptwerk gilt das zweibändige Curiositäten- und Memorabilienlexikon von Wien (1846).

## Schriften (Auswahl)
- Antipoden. Moralisch-romantische Doppel-Erzählung. Wien o. J. (1819 ?) Jos. Tendler & Sohn; Umschlaglitho von J. G. Mansfeld (1764–1817), Titelkupfer von Carl Seipp (1779–?, verschwunden 1852) Google Books
- Geschichten, Sagen und Merkwürdigkeiten aus Wien’s Vorzeit und Gegenwart. Wien 1841 Google Digitalisat
- Die Juden und die Judenstadt in Wien. Wien 1846 Google Digitalisat
- Curiositäten- und Memorabilien-Lexicon von Wien. Ein belehrendes und unterhaltendes Nachschlag- und Lesebuch in anekdotischer, artistischer, biographischer, geschichtlicher, legendarischer, pittoresker, romantischer u. topographischer Beziehung. Wien 1846 Google Digitalisat 1. Bd. Google Digitalisat 2. Bd.
- Das k.k. Lustschloß Laxenburg: ein Wegweiser für Einheimische und Fremde. A. Pichler’s Witwe, Wien 1846, E-Book der Universitätsbibliothek Wien (eBooks on Demand)
- Die kaiserliche Burg in Wien , E-Book der Universitätsbibliothek Wien (eBooks on Demand)